# Sciences Po Saint-Germain-en-Laye
Sciences Po Saint-Germain-en-Laye, voluit Institut d'études politiques de Saint-Germain-en-Laye (Saint-Germain-en-Laye Instituut voor Politieke Studies) is een zogenoemde Grande école in de Franse stad Saint-Germain-en-Laye. Het betreft een zeer prestigieus opleidingsinstituut op universitair niveau in de sociale wetenschappen, met name die van de politieke wetenschappen.
Het Institut d'études politiques de Saint-Germain-en-Laye is ontstaan in 2014 door een samenwerking van de Universiteit van Cergy-Pontoise en de Universiteit van Versailles-Saint-Quentin-en-Yvelines.